# Évrard Éliez-Évrard
Évrard Éliez-Évrard, né le 4 décembre 1843 à Berlaimont (Nord) et décédé le 16 mars 1932 dans la même ville est un homme politique français.

## Biographie
Évrard Éliez-Évrard nait à Berlaimont le 4 décembre 1843. Il est le fils d'Amand Éliez, notaire royal, et de Virginie Cécile Évrard. Son nom d'état-civil est Évrard Éliez.
Il participe à la guerre de 1870 en combattant, en tant que lieutenant, sous les ordres du général Faidherbe, chef de l'Armée du Nord.
En 1871, il succède à son père comme notaire. Il hérite d'une étude prospère et d'une belle fortune. 
Selon un journal antimaçonnique, La Bastille, Évrard Éliez-Évrard est franc-maçon. 
L'ambition d'Évrard Éliez-Évrard à réussir une carrière politique le conduit à une situation difficile : ses besoins d'argent augmentent pour soutenir un certain train de vie, alors qu'accaparé par ses mandats d'élu, il néglige son étude. Pour trouver des financements, il dirige celle-ci vers de nouvelles affaires, censées être plus rémunératrices que les actes classiques de notariat : actes de commerce, emprunts sur billets, prêts et emprunts, ...pourtant interdits par la loi aux notaires, il se lance également dans des opérations de bourse, tout en confiant la direction de son office à son premier clerc. 
En avril 1907, il vend sa charge de notaire. Son successeur découvre de graves irrégularités, conséquence des indélicatesses nombreuses et graves commises dans la gestion des fonds déposés à l'étude. 
En septembre 1907, ne pouvant faire face à de grosses échéances, Évrard Éliez-Évrard disparait quelque temps en Suisse. Ses amis politiques, informés depuis un moment de ses difficultés financières, réunissent les sommes nécessaires à satisfaire les créanciers les plus exigeants et lui offrent un sursis. Il rentre en France et quelques jours plus tard, préside, semble-t-il très décontracté, le comice agricole de Berlaimont.
Ses amis politiques nomment alors un expert pour connaitre la situation exacte de l'ancien notaire sénateur. L'enquête montre un déficit considérable, l'assemblée de ses amis (députés, sénateurs, conseillers généraux) en présence du préfet du département, constate que l'affaire est trop importante et que leur collègue ne peut être sauvé. La justice reprend alors son cours.
Outre de nombreuses personnes des environs pour de petites sommes, figurent parmi les victimes des notabilités locales pour des montants conséquents : Paul Bersez, député de Cambrai (100 000 francs), Adrien Mary, maire d'Aymeries (150 000 frs), Jules Sirot, conseiller général de Valenciennes (90 000 frs).
En tant que sénateur, protégé par l'immunité parlementaire, ne pouvant être inculpé qu'après que celle-ci soit levée par le Sénat, Évrard Éliez-Évrard dispose du temps nécessaire pour organiser sa fuite. Il prend encore le temps de passer par sa commune pour participer à un vote pour le conseil d'arrondissement.
Une plainte décisive est finalement déposée contre Évrard Éliez-Évrard en mars 1908. Le 24 mars 1908, le tribunal d'Avesnes-sur-Helpe le déclare en faillite. Il démissionne alors de tous ses mandats et se réfugie à Bruxelles en Belgique. On parle d'un passif d'un million de francs. La Cour d'assises du département du Nord séant à Douai le condamne par contumace le 22 novembre 1909 à dix ans de réclusion pour abus de confiance commis en sa qualité de notaire.
L'affaire du notaire de Berlaimont est une occasion trop belle pour les opposants à la majorité républicaine radicale dont il est membre : la presse d'opposition, au niveau départemental notamment, exploite l'évènement, ainsi Le Courrier populaire (de Dunkerque) revient sur l'affaire dans 21 numéros différents entre 1908 et 1911.
Le 4 juin 1924, Évrard Éliez-Évrard passe de nouveau en jugement devant la cour d'assises du Nord. Il comparait sous l'accusation de détournement. Le montant total en cause atteint 900 000 francs, mais à la date du procès de 1924, les détournements non couverts par la prescription atteignent 381 000 francs. Les témoins, essentiellement d'anciennes victimes, se montrent très indulgents envers le mis en cause. L'avocat général dresse un réquisitoire sévère mais ne demande qu'une condamnation atténuée en raison du grand âge de l'accusé alors octogénaire. Le défenseur de l'inculpé, Léon Pasqual, sénateur du Nord, effectue une plaidoirie émouvante. A l'issue de sa délibération, le jury rend un verdict négatif : Évrard Éliez-Évrard est acquitté.
Acquitté, Évrard Éliez-Évrard peut se retirer dans sa ville natale.
Il meurt le 16 mars 1932 à Berlaimont, à l'âge de 89 ans.

## Carrière politique
Il est maire de Berlaimont de 1878 à 1908, soit pendant trente ans. Il s'était présenté aux élections municipales sur une liste républicaine, opposée au conseil municipal "réactionnaire" de Berlaimont à l'époque. Les républicains victorieux l'élisent maire .En tant que maire, il a veillé à développer la ville, en faisant bâtir deux écoles avec pensionnat, créer de nouveaux chemins, et a doté la ville d'une gare de chemin de fer, attendue par la population depuis de nombreuses années (Gare de Berlaimont).
Il devient conseiller général du canton de Berlaimont en 1880, de nouveau en battant un candidat conservateur. Il travaille pendant 4 ans dans le bureau chargé du service de l'instruction publique, chargé à ce titre de plusieurs rapports (la construction d'écoles, les bourses départementales). Puis Évrard Éliez-Évrard entre au bureau chargé du service de la voirie, et prend en charge chaque année le rapport sur les routes départementales. Ses travaux, tant sur les établissements scolaires que sur la voirie, ont permis de rationaliser la gestion, de réaliser des économies et de créer sans recourir à l'emprunt ni à de nouveaux impôts, de nombreux kilomètres de tramways. Il présente également pendant plusieurs années le rapport sur le budget.
Élu vice-président du conseil général en 1901, jusqu'en 1903, il accède à la présidence du conseil général du Nord en 1904 et le reste jusqu'en 1908. Il y est un des promoteurs de la création des bourses de vieillesse et des retraites ouvrières.
Il est député du Nord de 1889 à 1906, pendant quatre législatures sans interruption, soit pendant 17 ans, élu puis réélu à chaque fois au 1er tour dans la 3e circonscription d'Avesnes. De 1893 à 1898, il s'inscrit au groupe républicain puis devient membre de l'Union démocratique. 
Aux élections législatives du 22 septembre 1889, il est élu au premier tour de scrutin, sous l'étiquette candidat républicain antirévisionniste (opposé à la révision de la Constitution de la Troisième République) en battant largement le candidat boulangiste. Au cours de son premier mandat, Évrard Éliez-Évrard participe activement aux travaux : membre de nombreuses commissions parlementaires spéciales, participation lors des débats sur le projet de loi relatif au régime des sucres (1890), sur les mesures prises contre les manifestations ouvrières du 1er mai et sur les évènements de Fourmies (Fusillade de Fourmies), de Charleville et de Marseille (1891), rapporteur du projet de loi visant à autoriser la ville de Granville à émettre un emprunt (1893).
Réélu lors des élections d'août 1893 au 1er tour de scrutin, par un vote quasi unanime en sa faveur contre le candidat conservateur, il s'inscrit au groupe républicain. Réélu en 1898, inscrit au groupe de l'Union démocratique, de nouveau membre de plusieurs commissions spéciales, également membre de la commission des congés, il dépose en 1901 deux propositions de loi tendant à modifier le tarif douanier. En 1902, il participe aux débats relatifs au projet de loi tendant à modifier les circonscriptions électorales et intervient dans la discussion de projets de loi concernant des sujets locaux (surtaxes aux octrois de Landrecies et de Le Quesnoy).
Aux élections de 1902, il est réélu pour un quatrième mandat, à une très large majorité au premier tour contre un avocat nationaliste. Il s'inscrit au groupe de l'Union démocratique et entre autres, est membre de la commission des douanes.
Évrard Éliez-Évrard est élu sénateur du Nord en 1906, au deuxième tour de scrutin, en remplacement de Léon Claeys qui ne se représentait pas. Il démissionne alors de son mandat de député pour entrer dans la chambre haute il y reste jusqu' 1908, inscrit au groupe de la Gauche démocratique,.
Il démissionne de tous ses mandats (maire, président du conseil général, sénateur) lorsqu' éclate l'affaire de la faillite de son étude de notaire.

## Distinctions
- Chevalier de la Légion d'honneur par décret du 2 janvier 1888 du Ministre de l'Intérieur sous le nom d'Éliez Évrard[18].  La décoration lui est remise à Lille le 28 mars 1888 par Raymond Saisset-Schneider, Préfet du Nord, Commandeur de la Légion d'honneur[19],
- Par décision rendue le 18 avril 1910, le général Grand chancelier de la Légion d'honneur décide qu'Évrard Éliez-Évrard est suspendu de plein droit à compter du 22 novembre 1909, date de sa condamnation par la Cour d'assises, des droits et prérogatives attachés à la qualité de chevalier de la Légion d'honneur[10]. La décision emporte également privation du droit de porter toute décoration ou médaille française ou étrangère ressortissant à la Grande Chancellerie jusqu'à ce qu'il ait purgé sa contumace ou que le jugement rendu contre lui soit devenu définitif[9].

## Sources
- « Évrard Éliez-Évrard », dans le Dictionnaire des parlementaires français (1889-1940), sous la direction de Jean Jolly, PUF, 1960 [détail de l’édition]
- « M. Evrard Eliez : député, maire de Berlaimont, président du conseil général du Nord », La Vie flamande illustrée : journal artistique et littéraire du Nord et du Pas-de-Calais, no 79,‎ 23 décembre 1905, p. 8 (lire en ligne, consulté le 14 août 2018), sur Gallica.
- « Évrard Éliez-Évrard », sur Sycomore, base de données des députés de l'Assemblée nationale.
- « Évrard, Éliez », base Léonore, ministère français de la Culture.